# Liste der Biografien/Schmid, E
Liste der Biografien |
Portal Biografien |
E Personensuche
# |
A |
B |
C |
D |
E |
F |
G |
H |
I |
J |
K |
L |
M |
N |
O |
P |
Q |
R |
S |
T |
U |
V |
W |
X |
Y |
Z |
?
 
Sa |
Sb |
Sc |
Sd |
Se |
Sf |
Sg |
Sh |
Si |
Sj |
Sk |
Sl |
Sm |
Sn |
So |
Sp |
Sq |
Sr |
Ss |
St |
Su |
Sv |
Sw |
Sy |
Sz
 
Sca–Sce |
Sch |
Sci–Scz
 
Scha |
Schc |
Schd |
Sche |
Schg |
Schi |
Schj |
Schk |
Schl |
Schm |
Schn |
Scho |
Schp |
Schr |
Schs |
Scht |
Schu |
Schv |
Schw |
Schy
 
Schma |
Schme |
Schmi |
Schmo |
Schmu |
Schmy
 
Schmic |
Schmid |
Schmie |
Schmig |
Schmik |
Schmil |
Schmin |
Schmir |
Schmis |
Schmit
 
Schmida |
Schmidb |
Schmide |
Schmidf |
Schmidg |
Schmidh |
Schmidi |
Schmidj |
Schmidk |
Schmidl |
Schmidm |
Schmidp |
Schmidr |
Schmids |
Schmidt |
Schmid, A |
Schmid, B |
Schmid, C |
Schmid, D |
Schmid, E |
Schmid, F |
Schmid, G |
Schmid, H |
Schmid, I |
Schmid, J |
Schmid, K |
Schmid, L |
Schmid, M |
Schmid, N |
Schmid, O |
Schmid, P |
Schmid, R |
Schmid, S |
Schmid, T |
Schmid, U |
Schmid, V |
Schmid, W |
Schmid, Y
Die Liste der Biografien führt alle Personen auf, die in der deutschsprachigen Wikipedia einen Artikel haben. Dieses ist eine Teilliste mit 33 Einträgen von Personen, deren Namen mit den Buchstaben „Schmid, E“ beginnt.

## Schmid, E

### Schmid, Ed
- Schmid, Eduard (1861–1933), deutscher Politiker und Erster Bürgermeister der SPD in München (1919–1924)
- Schmid, Eduard (1911–2000), Schweizer Feldhandballspieler

### Schmid, El
- Schmid, Eleonora (* 1939), deutsche Diplomatin, Botschafterin der DDR
- Schmid, Elia (* 1996), Schweizer Tischtennisspieler
- Schmid, Elisabeth (1912–1994), deutsche Prähistorikerin, Geologin und Paläontologin
- Schmid, Elisabeth (1923–2014), Schweizer Politikerin

### Schmid, Em
- Schmid, Emeran (* 1901), deutscher Schutzhaftlagerführer im KZ Esterwegen
- Schmid, Emil (1871–1941), österreichischer Mediziner und Schriftsteller
- Schmid, Emil (1873–1938), württembergischer Oberamtmann
- Schmid, Emil (1891–1982), Schweizer Botaniker
- Schmid, Emil (1891–1978), Schweizer Maler, Porträtist und Radierer
- Schmid, Emil (1908–1992), Schweizer Bundesrichter
- Schmid, Emil (1912–1994), österreichischer Maler und Grafiker

### Schmid, Er
- Schmid, Erdmann (1778–1845), deutscher Baumeister
- Schmid, Erich (1896–1983), österreichischer Physiker
- Schmid, Erich (1907–2000), Schweizer Dirigent und Komponist
- Schmid, Erich (1908–1984), österreichischer Maler und Grafiker
- Schmid, Erich (* 1947), Schweizer Journalist, Autor, Drehbuchautor und Filmregisseur
- Schmid, Erich Wilhelm (1931–2024), deutscher Physiker
- Schmid, Erika (1918–2003), deutsche Widerstandskämpferin
- Schmid, Ernst (1888–1941), Schweizer Geograph
- Schmid, Ernst (1894–1956), deutscher Verwaltungsjurist und Ministerialbeamter
- Schmid, Ernst (1899–1991), Schweizer Politiker (BGB)
- Schmid, Ernst (* 1949), österreichischer Politiker (SPÖ) und Landtagsabgeordneter des Burgenlandes, Mitglied des Bundesrates
- Schmid, Ernst (* 1958), österreichischer Autor
- Schmid, Ernst Erhard (1815–1885), deutscher Paläontologe, Mineraloge und Geologe
- Schmid, Ernst Fritz (1904–1960), deutscher Musikwissenschaftler und Hochschullehrer
- Schmid, Ernst Rudolph Wilhelm (1753–1795), kursächsischer Bergvogt in Thüringen, Zehner und Oberzehntner
- Schmid, Erwin Albert (1895–1962), deutscher Maler

### Schmid, Eu
- Schmid, Euchar Albrecht (1884–1951), deutscher Verleger
- Schmid, Eugen (* 1932), deutscher PolitikerEugen Schmid (* 1932)

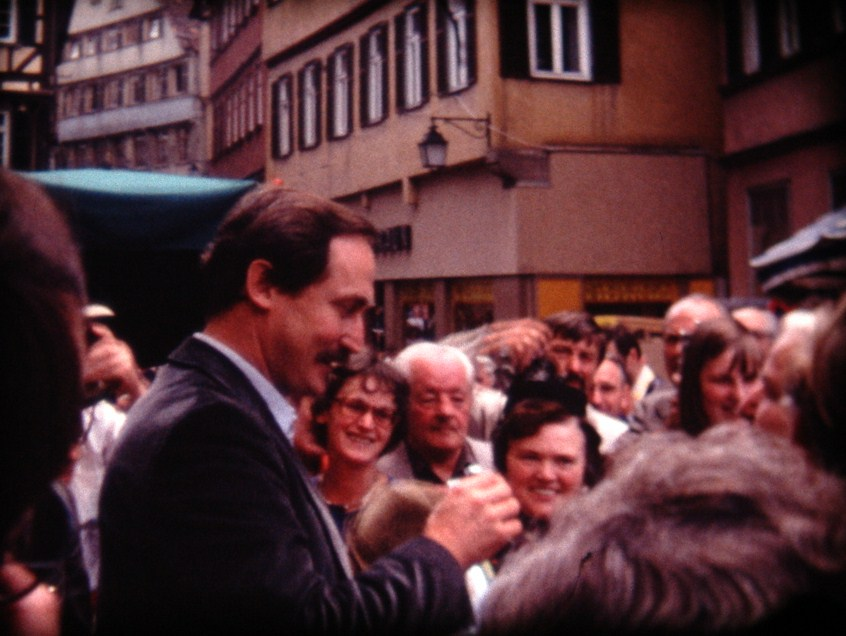
Eugen Schmid (* 1932)

### Schmid, Ev
- Schmid, Evelyne, Schweizer Juristin und Assoziierte Professorin an der Universität Lausanne

### Schmid, Ew
- Schmid, Ewald (* 1956), deutscher Fußballspieler und -trainer